# Dietrich Wolff
Dietrich Rudolf Paul Bernhard Wolff (* 17. Mai 1923 in Landsberg an der Warthe; † 27. August 1997 in Humble auf Langeland, Dänemark), besser bekannt unter dem Pseudonym Matthias Riehl, weiteres Pseudonym Michael Muriel, war ein deutscher Journalist und Schriftsteller.

## Wirken
Nach dem Zweiten Weltkrieg schlug Wolff eine Journalistenlaufbahn ein und übernahm daneben 1946/1947 zwischenzeitlich den 1. Vorsitz des Schutzverbandes deutscher Schriftsteller in Frankfurt am Main von Eberhard Beckmann, der aufgrund seiner Bestellung zum Leiter von „Radio Frankfurt“ das erst 1945 angetretene Amt wieder niederlegen musste.
Als Kulturjournalist machte Wolff, der sich unter dem Pseudonym Michael Muriel kurzzeitig auch als Romancier betätigte (Suzanne, 1950; Suzanne aus Paris, 1956), bald in großen deutschen Tageszeitungen auf sich aufmerksam. So schrieb er regelmäßig als „M.R.“ im Feuilleton der Frankfurter Allgemeinen Zeitung und unter dem Pseudonym „Matthias Riehl“, das er fortan hauptsächlich benutzte, für den Tagesspiegel in Berlin.
Wenngleich sich der Kulturberichterstatter Wolff auch in den Bereichen Literatur- und Theaterkritik betätigte, so waren seine Beiträge als Fernsehkritiker besonders beachtet. Im Tagesspiegel war er in den 1950er Jahren zuletzt alleinig zuständig für die Fernsehkritik und erhielt am 12. Juni 1959 sogar eine tägliche Rubrik. Bereits zuvor hatte der verlagseigene Argon Verlag dem Journalisten aufgrund der Beliebtheit seiner Arbeiten zum Thema Fernsehen Gelegenheit gegeben, allgemeine kritische Gedanken zum deutschen und amerikanischen Fernsehen unter dem Titel Die Welt zeigt ihr Gesicht (1957) auch in Form eines Buches herauszubringen.
Daneben veröffentlichte Wolff, der sich inzwischen in Berlin niedergelassen hatte, bei Schropp den Reiseführer Berlin immer eine Weltstadt (1955) sowie ein Sachbuch über Große Liebe zu Orchideen im Falken-Verlag, das bei André Deutsch auch in englischer Sprache erschien (1958/1960).
Ende der 1960er Jahre verlegte sich Wolff, der bis dahin weiter beim Tagesspiegel beschäftigt war, vermehrt auf Hörspielarbeiten für diverse Sendeanstalten des öffentlich-rechtlichen Rundfunks. So entstanden bis Mitte der 1980er Jahre an die hundert Hörspiele – oft zu gesellschaftlich relevanten Themen, vornehmlich für den Kinderfunk, aber auch drei zum Teil prominent besetzte Radiokrimis wie Veteranen (1976) mit Hellmut Lange als Inspektor Williams.
1977 debütierte Wolff mit Die Zauberküche dann auch als Buchautor für Kinder  im Erika Klopp Verlag. Es folgten jährlich weitere Titel in verschiedenen Verlagen. Das gleichfalls bei Klopp erschienene Da lachen die Hühner (1980) wurde auch in die niederländische und in die französische Sprache übersetzt. Mit Kommissar Kirsten (1984–1986) legte Wolff neben zahlreichen weiteren Einzeltiteln auch eine zehnteilige Jugendkrimireihe vor, die im Arena-Verlag erschien.
Seine Hörspielarbeit betreffend wechselte Wolff im Alter von sechzig Jahren noch einmal in den kommerziellen Bereich und krönte seine Laufbahn mit der Konzeption und 39 Folgen der Kinderhörspielserie Flitze Feuerzahn, die zwischen 1984 und 1987 zum Teil in Medienkombinationen mit Buch bei dem erfolgreichen Hörspiellabel Europa erschien. Flitze Feuerzahn avancierte zu einer der beliebtesten Hörspielreihen für Kinder in der Bundesrepublik Deutschland und zog einige Merchandising-Produkte wie Stofftiere, Bücher, Hefte oder Videokassetten nach sich. Wolff wurde mit einer Goldenen Schallplatte ausgezeichnet.
Der ehemalige leidenschaftliche Kritiker des bundesdeutschen Fernsehens Dietrich Wolff starb 1997 im Alter von 74 Jahren in seinem langjährigen Zweitwohnsitz Humble auf der dänischen Insel Langeland ein knappes Jahr vor der Erstausstrahlung einer Zeichentrickbearbeitung seiner Hörspielreihe Flitze Feuerzahn im deutschen Fernsehen.

## Werk (Auswahl)

### Hörspiele

#### Einzelhörspiele
- 1971: Die Zimmerkuh – Regie: Lothar Schluck (Originalhörspiel, Kinderhörspiel – SWF)[7]

- 1973: Frühstück mit der Vergangenheit – Regie: Wolfgang Schenck (Kriminalhörspiel, Kurzhörspiel – SR)
- 1974: Wetteränderungen – Regie: Werner Simon (Originalhörspiel, Kinderhörspiel – BR)[8]
- 1975: Der verhexte Sonntagabend – Regie: Werner Simon (Kinderhörspiel – BR)[9]
- 1976: Veteranen – Regie: Günter Siebert (Hörspielbearbeitung, Kriminalhörspiel – RB)
- 1977: Türkischer Kaffe (Originalhörspiel, Kinderhörspiel – SWF)[10]
- 1977: Susannes Traum – Regie: Petra Baum (Originalhörspiel, Kinderhörspiel – HR)[11]
- 1977: Das elektrische Pferd – Regie: Werner Simon (Originalhörspiel, Kinderhörspiel – BR)[12]
- 1979: Das Schokoladenzimmer – Regie: Petra Baum (Originalhörspiel, Kinderhörspiel – HR)[13]
- 1979: Schell kommt man auf den Hund – Regie: Werner Simon (Kinderhörspiel – BR)[14]
- 1980: Da lachen die Hühner – Regie: Petra Baum (Hörspielbearbeitung, Kinderhörspiel – HR)[15]
- 1980: Der Aufstand der Hasen – Regie: Petra Baum (Kinderhörspiel – HR)[16]
- 1980: Nur ein Lächeln – Regie: Werner Simon (Kinderhörspiel – BR)[17]
- 1980: Die Hasenheide – Regie: Werner Simon (Kinderhörspiel – BR)[18]
- 1983: Tränen im Aquarium – Regie: Werner Simon (Kinderhörspiel – BR)[19]
- 1983: Die wundersamen Telefone – Regie: Werner Simon (Originalhörspiel, Kinderhörspiel – BR)[20]
- 1984: Mein Name ist Klapperbacke – Regie: Hans Dieter Schwarze (Hörspielbearbeitung, Kinderhörspiel, Science-Fiction-Hörspiel – HR/SDR)
- 1985: Abschied von Jakobshorn – Regie: Lothar Schluck (Kinderhörspiel – SWF)

#### Hörspielserien

##### Flitze Feuerzahn (EUROPA)
1. Verwirrung im Zoo (1984)
2. Auf Horchposten (1984)
3. Die dicke Backe (1984)
4. In der Falle (1984)
5. Ein heißer Wintertag (1984)
6. Die Geisterstunde (1984)
7. Ausgekocht (1984)
8. In der Geisterbahn (1984)
9. Seemannsgarn (1984)
10. Der Traum vom Fliegen (1984)
11. Gefährliche Reise (1985)
12. Ein Hilferuf (1985)
13. Zwei Räuber im Wald (1985)
14. Sprünge am Heiligabend (1985)
15. Die Tarnkappe (1985)
16. Gestörter Fernsehabend (1985)
17. Der Schatz der Amelungen (1985)
18. Flinke Feger (1985)
19. Du armer Wolf (1986)
20. Theater am Müll (1986)
21. Gesang im Mondschein (1986)
22. Loch im Ballon (1986)
23. Zur Drachenhöhle (1986)
24. Auf dem Feuerstuhl (1986)
25. Knall im Bad (1986)
26. Die kürzeste Nacht (1986)
27. Das Kostümfest (1986)
28. Im finsteren Loch (1986)
29. Flitze Feuerzahn als Sportskanone (1987)
30. Notsignale auf See (1987)

Sonderfolge: Schöne Osterüberraschung (1985)
Siehe auch Flitze Feuerzahn

### Bücher

#### Buchserien

##### Kommissar Kirsten
1. Die Katze mit den blauen Augen
2. Der Gespensterhof
3. Das Schwert des Prinzen
4. Totenstille auf der Mondscheinfahrt
5. Die lockende Lady
6. Der Schneemensch von Vindeby
7. Fußspuren
8. Die Flaschenpost
9. Mohn und Mißtrauen
10. Das Rätsel der alten Mühle[22]

## Zitate
- „Ein erheblicher Teil der Fernsehsendungen entsteht so: Ein kleines Köpfchen hat ein Ideechen. Darüber wird zu Programm gesessen, und es stellt sich zur allgemeinen Befriedigung heraus, daß sich die Sache irgendwie bebildern läßt. Oder der Weg ist umgekehrt: Irgendwo liegt ein Haufen alter Filmstreifen und für den sucht man das Ideechen. Heraus kommt in jedem Fall das selbe [sic.]: Krampf!“[23]